# Tahoua
Tahoua là một thành phố ở Niger, thủ phủ vùng Tahoua. Vào năm 2012, dân số thành phố là 117.826 người.

## Tổng quan
Thành phố được coi là trung tâm thương mại cho khu vực nông nghiệp xung quanh. Nó cũng được biết đến với việc sản xuất pho mát tchoukou.
Tahoua được chia thành hai xã đô thị là Tahoua I và II.

## Lịch sử
Tiền thân của Tahoua là hai ngôi làng nhỏ mang tên Bilbis và Fakoua. Chúng bắt đầu phát triển từ thế kỷ 17 khi có sự xuất hiện của nhiều dân tộc khác nhau, chẳng hạn như người Fulani và Tuareg. Những người theo thuyết vật linh (Azna) chạy trốn đến đây để thoát khỏi sự kiểm soát của người Hồi giáo phía bắc.

## Giao thông
Thành phố có sân bay Tahoua.